# Article 8 de la Constitution de la Cinquième République française
 (septembre 2018).
Si vous disposez d'ouvrages ou d'articles de référence ou si vous connaissez des sites web de qualité traitant du thème abordé ici, merci de compléter l'article en donnant les références utiles à sa vérifiabilité et en les liant à la section « Notes et références ».
Article 7 Article 9
L'article 8 de la Constitution de la Cinquième République française détermine les pouvoirs du Président de la République à l'égard du Gouvernement et de son Premier ministre depuis le passage à la Cinquième République le 5 octobre 1958.

## Texte
« Le Président de la République nomme le Premier ministre. Il met fin à ses fonctions sur la présentation par celui-ci de la démission du Gouvernement.

Sur la proposition du Premier ministre, il nomme les autres membres du Gouvernement et met fin à leurs fonctions. »
— Article 8 de la Constitution

## Analyse juridique

### Pouvoirs du président de la République à l'égard du Premier ministre
Le président de la République nomme le Premier ministre. Il s'agit d'un pouvoir discrétionnaire.
Contrairement à d'autres régimes parlementaires, et notamment anglo-saxons, c'est rarement le chef de la majorité qui est nommé Premier ministre, car le chef de la majorité est généralement le Président. En cas de cohabitation, le Président est, dans la pratique, obligé de nommer un parlementaire de la majorité, car celle-ci pourrait autrement faire chuter les gouvernements jusqu'à ce qu'un candidat de la majorité soit choisi comme Premier ministre.
La Constitution ne donne pas explicitement le droit au président de révoquer le Premier ministre. La rédaction de l'article laisse la porte ouverte à une interprétation selon laquelle le président ne peut pas révoquer le Premier ministre. En pratique, les Premiers ministres démissionnent toujours, soit pour marquer leur opposition, soit à la demande du président. Le constitutionnaliste Guy Carcassonne remarque en 2015 que Jacques Chirac est le seul Premier ministre à avoir quitté lui-même le pouvoir, en 1976,.
L'article explicite cependant la démission du Premier ministre, qui entraîne celle de son gouvernement. C'est sur remise d'une lettre de démission de celui-ci qu'il met fin à ses fonctions.

### À l'égard des autres membres du gouvernement
Le président de la République nomme, sur proposition du Premier ministre, les autres membres du Gouvernement, et met fin à leurs fonctions. En période de concordance des majorités (présidentielle et législative), cette prérogative donne le dernier mot au Président de la République ; en période d'opposition, le Président de la République, apportant son contreseing, a néanmoins une compétence liée.
À noter que seuls le Premier ministre et le ministre de la Justice sont nommés dans la Constitution, puisque ce dernier est le Garde des sceaux ; la dénomination des autres ministères et les attributions de leurs titulaires sont donc à géométrie variable, ceci en fonction des objectifs fixés par la politique gouvernementale.
Cet article garantit aussi la solidarité gouvernementale: tout ministre qui ne partage pas la politique gouvernementale est libre de démissionner.

## Jurisprudence

### Nomination du gouvernement et acte de gouvernement
La jurisprudence administrative française estime que le décret de nomination du Premier ministre est un  acte de gouvernement ce qui le rend inattaquable devant le Conseil d'État ou le Conseil constitutionnel.

### Compétences du gouvernement démissionnaire
Lorsque le président de la République « se succède à lui-même », aucun texte ne précise à qui cette démission doit être adressée : au président de la République en fin de mandat ou à son successeur élu[pas clair]. Quoi qu'il en soit, l'acceptation de la démission du Premier ministre ouvre une période au cours de laquelle le Premier ministre démissionnaire et son gouvernement démissionnaire restent en place jusqu'à la nomination d'un nouveau gouvernement.
La notion d'affaires courantes est expressément évoquée par le Conseil d'État dans une décision du 4 avril 1952 : « le gouvernement démissionnaire, selon un principe traditionnel de droit public, et ainsi que son chef l'a d'ailleurs reconnu dans une communication dont l'Assemblée a donné acte le 11 juin [1946], ne pouvait que procéder à l'expédition des "affaires courantes" »,. En l'occurrence, en 1946, un décret appliquant une loi métropolitaine à l'Algérie avait été contesté. Le Conseil d'État jugea que ce décret ne pouvait effectivement pas être considéré comme relevant du domaine des « affaires courantes » seules à relever de la compétence d'un gouvernement démissionnaire.
La réduction de la compétence du Premier ministre et de son Gouvernement démissionnaires semble proportionnelle à l'hostilité de l'Assemblée nationale à leur égard : en cas de crise, ils sont chargés d'expédier les « affaires courantes » et de « faire face aux urgences », notions que la jurisprudence a explorées lors de nombreux précédents sous les IIIe et IVe Républiques, voire recensées selon la longueur des crises, l'urgence financière ou la survenance de guerres, mais selon le constitutionnaliste Guy Carcassonne (1951-2013), sans parvenir à en donner une définition précise,,.